# Valeriodes icamba
Valeriodes icamba là một loài bướm đêm trong họ Noctuidae.